# Tabanus wilsoni
Tabanus wilsoni is een vliegensoort uit de familie van de dazen (Tabanidae). De wetenschappelijke naam van de soort is voor het eerst geldig gepubliceerd in 1962 door Pechuman.